# La Force unie
La Force unie ((en) : The United Force, TUF) est un parti politique du Guyana d'orientation libérale conservatrice fondée en 1960 par Peter D'Aguiar.

## Historique
La Force Unie est fondée le 5 octobre 1960 par Peter D'Aguiar, un important industriel de la Guyane britannique, avec le soutien de la Manpower Citizens' Association qui rassemblait des ouvriers d'origine indienne et avec celui d'hommes d'affaires d’origine portugaise. Il obtient le soutien de la communauté portugaise, mais cherche également gagner un soutien au sein de la population amérindienne en convainquant le député amérindien Stephen Campbell de rejoindre le parti. Lors des élections de 1961, le parti obtient 16,38% des voix et quatre sièges dont deux pour des députés d'origine amérindienne.
Les troubles de 1964 poussent une partie de la communauté portugaise à l'exil, ce qui réduit considérablement le nombre de voix que la TUF obtient lors des élections de décembre 1964 avec 12,4%, cependant il obtient sept députés et devient alors le partenaire d'une coalition avec le Congrès national du peuple (PNC) et soutient le gouvernement de Forbes Burnham avec Peter d'Aguiar comme Ministre des Finances et Stephen Campbell des Affaires intérieures.
Cependant, avant les élections de 1968, une partie des députés et des membres de la TUF quittent le parti pour rejoindre le PNC. Le nombre de votants chute alors à 7,4% des voix et la TUF n'obtient plus que quatre députés. Elle quitte alors la coalition avec le PNC. L'année suivante, un conflit interne pousse en dehors du parti de nombreux militants et dirigeants amérindiens, puis Peter d'Aguiar est remplacé à la direction par Marcellus Fielden Singh. Le soutien dont la TUF disposait au sein des populations amérindiennes s'affaiblit aussi à la suite de la politique de développement envers ses communautés que mène le gouvernement PNC.
La TUF se présente régulièrement aux élections suivantes, mais ne dépasse jamais le nombre de deux députés à partir de 1973, puis un seul à partir de 1992. Depuis les élections de 2011, il n'est plus représenté à l'Assemblée nationale.